# غلوكوز ل
ل-غلوكوز (بالإنجليزية: L-Glucose)‏ هو مركب عضوي صيغته الكيميائية C6H12O6  أو H–(C=O)–(CHOH)5–H، وهو سكر سداسي ألديهيدي أو ما يعرف بالمختصر ألدوهكسوز. وكحال السكاكر الاحادية فهو متصاوغ مرآتي من أكثر مركبات الغلوكوز من النمط ج شيوعاً وينتج من خلال عملية البناء الضوئي في النبات
ل-غلوكوز لا يتكون بشكل طبيعي في الكائنات الحية, ولكن يمكن تصنيعه في المختبر فقط. كما أنه لا يمكن تمييزه بالتذوق من الجلوكوز من النمط د، ولكن لا يمكن استخدامه من قبل الكائنات كمصدر للطاقة والحياة لأنه لا يمكن فسفرته بواسطة انزيم الهيكسوكيناز الانزيم الأول في مسار التحلل. إحدى الاستثناءات هي نوع من البكتيريا Burkholderia caryophylli الممرضة للنبات، والتي تحتوي على انزيم D-threo-الألدوز ديهايدروجيناز والقادرة على أكسدة ل-غلوكوز .

## الاستعمالات
يمكن استعمال مركب ل-الغلوكوز كمادة لتحلية المأكولات المنخفضة السعرات الحرارية لذلك فهي مناسبة لمرضى السكري، ولكن لم يسوق هذا المنتج أبداً بسبب تكاليف التصنيع المفرطة.
عثر على مشتق للمركب هو L-glucose pentaacetate يقوم بتحفيز إفراز الأنسولين، وبالتالي قد يكون ذو قيمة علاجية لمرض السكري من النمط الثاني.  كما وجد أن ل-الغلوكوز ملين أيضاً، لذلك فقد اقترح كعامل لتطهير القولون دون أن يتسبب في اختلال مستويات السوائل والكهارل المرتبطة بالجسم ولا يمتلك المذاق السيئ للملينات الأخرى التقليدية المستعملة في إطار التحضير لتنظير القولون .

## وصلات خارجية
- الفرق بين الغلوكوز ل والغلوكوز د .

## المصدر
مقال مترجم من ويكبيديا الأنكليزية .